# Spark Matsunaga
Spark Masayuki Matsunaga, född 8 oktober 1916 i Kukuiula, Hawaii, död 15 april 1990 i Toronto, var en amerikansk demokratisk politiker.
Han deltog i andra världskriget och avlade sedan 1951 juristexamen vid Harvard Law School. Han var ledamot av USA:s representanthus från Hawaiis andra distrikt 1963-1977 och ledamot av USA:s senat från Hawaii 1977-1990. Han avled i prostatacancer.